# Leucanthemum vulgare
La margarita (Leucanthemum vulgare) es una inflorescencia herbácea de la familia de las asteráceas.

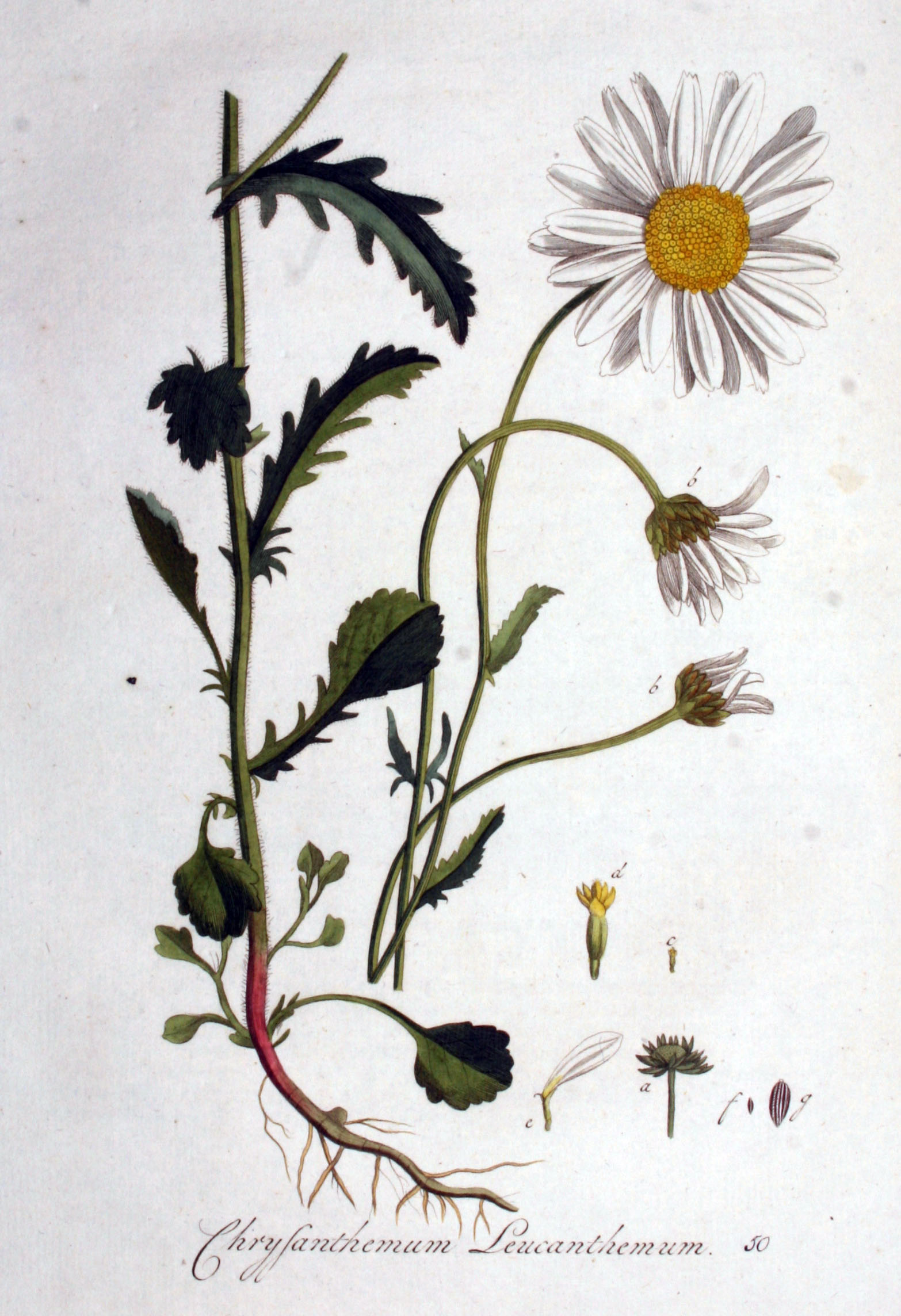
Ilustración

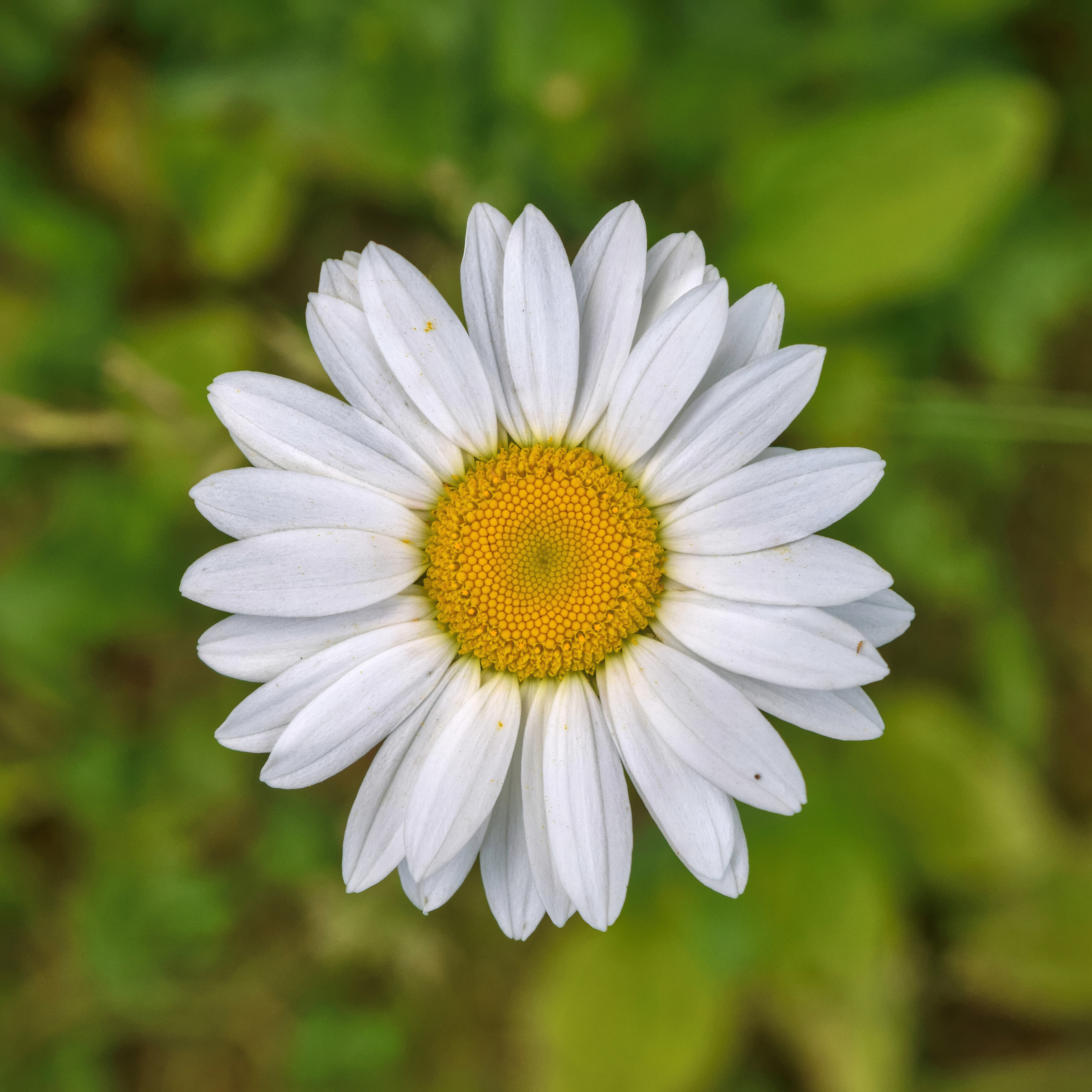
Detalle.

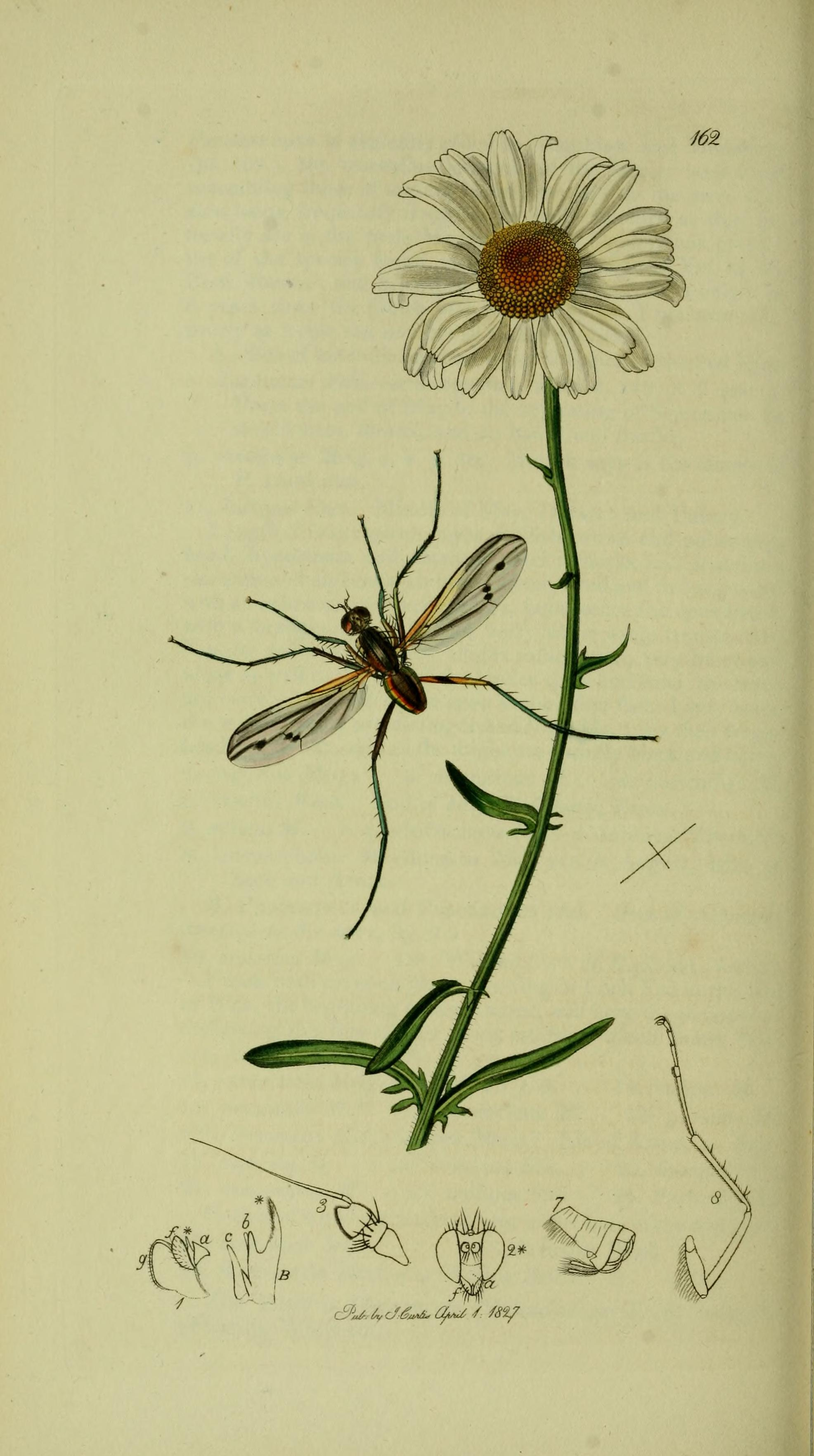
Ilustración.

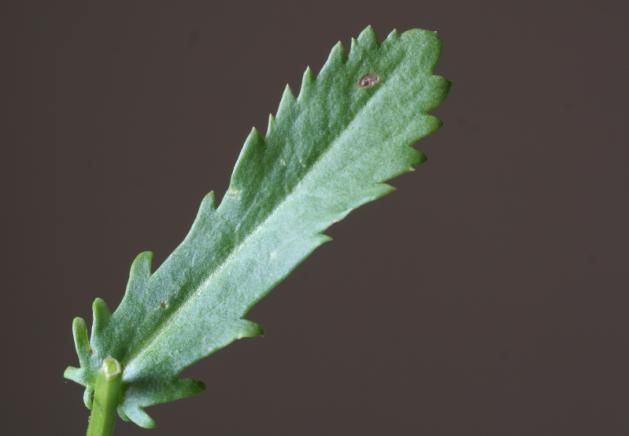
Hoja.

## Caracteres
Vivaz con tallos normalmente simples de hasta 1 m. Hojas basales ovadas a acucharadas, de pecíolo largo, dentadas; hojas caulinares oblongas, enteras o lobuladas, las superiores sentadas, semiabrazadoras. Capítulos generalmente de 2,5-6 cm de diámetro y solitarias, con flores liguladas blancas extendidas y flores tubulosas amarillas. Brácteas involucrales con margen escariosos marrón o negro. Especie muy variable. Florece en primavera y verano.

## Hábitat
Praderas, junto a caminos.

## Distribución
Toda Europa. Casual en Islandia. También en la Patagonia.

## Taxonomía
Leucanthemum vulgare fue descrita por Jean-Baptiste Lamarck y publicado en Flore Françoise 2: 137. 1778[1779].
Citología
Número de cromosomas de Leucanthemum vulgare (Fam. Compositae) y táxones infraespecíficos: 2n=18
Variedades
- Leucanthemum vulgare var. cantabricum Font Quer & Guinea
- Leucanthemum vulgare subsp. catalaunicum (Vogt) O.Bolòs & Vigo
- Leucanthemum vulgare subsp. eliasii (Sennen & Pau) Sennen & Pau
- Leucanthemum vulgare subsp. parviceps (Briq. & Cavill.) Vogt & Greuter
- Leucanthemum vulgare subsp. pujiulae Sennen

Sinonimia
- Bellis major Garsault
- Chamaemelum leucanthemum (L.) E.H.L.Krause
- Chrysanthemum dentatum Gilib.
- Chrysanthemum ircutianum Turcz.
- Chrysanthemum lanceolatum Vest
- Chrysanthemum lanceolatum Pers.
- Chrysanthemum leucanthemum L.
- Chrysanthemum montanum Willd.
- Chrysanthemum montanum var. heterophyllum (Willd.) Koch
- Chrysanthemum praecox (M.Bieb.) DC.
- Chrysanthemum pratense Salisb.
- Chrysanthemum sylvestre Willd.
- Chrysanthemum vulgare (Lam.) Gaterau
- Chrysanthemum vulgare var. vulgare
- Leucanthemum atratum var. heterophyllum (Willd.) Rouy
- Leucanthemum lanceolatum DC.
- Leucanthemum leucanthemum (L.) Rydb.
- Leucanthemum praecox (Horvatić) Villard
- Leucanthemum vulgare subsp. heterophyllum (Willd.) Soó
- Leucanthemum vulgare subsp. incisum Arcang.
- Leucanthemum vulgare var. pinnatifidum (Lecoq & Lamotte) Moldenke
- Leucanthemum vulgare subsp. praecox Horvatić
- Leucanthemum vulgare var. vulgare
- Leucanthemum vulgare subsp. vulgare
- Matricaria leucanthemum (L.) Scop.
- Matricaria leucanthemum (L.) Desr.
- Pontia heterophylla (Willd.) Bubani
- Pontia vulgaris Bubani
- Pyrethrum leucanthemum (L.) Franch.
- Tanacetum leucanthemum (L.) Sch.Bip.[4]

## Nombres comunes
Castellano: belide portuguesa, consuelda media, cortadillos, crisantemo (2), floreta grande, gamarzones, manzanilla, margarita (5), margarita mayor (11), margaritón (4), pajitos (5), pichilines. (El número entre paréntesis indica las especies que tienen el mismo nombre en España)